# ベルギー スポーツマンオブザイヤー
ベルギー スポーツマンオブザイヤー（Belgian Sportsman of the year）は1967年より行われているベルギーの年間最優秀スポーツ選手を表彰する制度。1975年より女子の部（Belgian Sportswoman of the Year）も設けられた。

## 歴代受賞者
| 年   | 男子                                | 競技種目            | 女子                           | 競技種目         | 団体                             | 競技種目           |
| ---- | ----------------------------------- | ------------------- | ------------------------------ | ---------------- | -------------------------------- | ------------------ |
| 2020 | ワウト・ファン・アールト            | 自転車競技          | エマ・ミースマン               | バスケットボール | バスケットボール女子ベルギー代表 | バスケットボール   |
| 2019 | レムコ・イヴェネプール              | 自転車競技          | ニナ・デヴァエル (2)           | 体操競技         | ホッケー男子ベルギー代表 (4)     | フィールドホッケー |
| 2018 | エデン・アザール                    | サッカー            | ニナ・デヴァエル               | 体操競技         | ホッケー男子ベルギー代表 (3)     | フィールドホッケー |
| 2017 | ダビド・ゴファン                    | テニス              | ナフィサトウ・ティアム (3)     | 陸上競技         | デビスカップベルギー代表 (3)     | テニス             |
| 2016 | フレフ・ファン・アヴェルマート      | 自転車競技          | ナフィサトウ・ティアム (2)     | 陸上競技         | ホッケー男子ベルギー代表 (2)     | フィールドホッケー |
| 2015 | ケヴィン・デ・ブライネ              | サッカー            | デルフィーヌ・ペルスーン       | ボクシング       | デビスカップベルギー代表 (2)     | テニス             |
| 2014 | ティボ・クルトゥワ                  | サッカー            | ナフィサトウ・ティアム         | 陸上競技         | サッカーベルギー代表 (2)         | サッカー           |
| 2013 | フレデリック・ヴァン・リルデ        | トライアスロン      | キルステン・フリプケンス       | テニス           | サッカーベルギー代表             | サッカー           |
| 2012 | トム・ボーネン (3)                  | 自転車競技          | エヴィ・ヴァン・アッカー       | セーリング       | ホッケー男子ベルギー代表         | フィールドホッケー |
| 2011 | フィリップ・ジルベール (3)          | 自転車競技          | キム・クライシュテルス (8)     | テニス           | 男子4×400メートルリレー (3)      | 陸上競技           |
| 2010 | フィリップ・ジルベール (2)          | 自転車競技          | キム・クライシュテルス (7)     | テニス           | 男子4×400メートルリレー (2)      | 陸上競技           |
| 2009 | フィリップ・ジルベール              | 自転車競技          | キム・クライシュテルス (6)     | テニス           | 男子4×400メートルリレー          | 陸上競技           |
| 2008 | スヴェン・ネイス                    | 自転車競技          | ティア・エルボー               | 陸上競技         | 女子4×400メートルリレー (3)      | 陸上競技           |
| 2007 | トム・ボーネン (2)                  | 自転車競技          | ジュスティーヌ・エナン (4)     | テニス           | 女子4×400メートルリレー (2)      | 陸上競技           |
| 2006 | ステファン・エバーツ (5)            | モトクロス          | ジュスティーヌ・エナン (3)     | テニス           | フェドカップベルギー代表 (2)     | テニス             |
| 2005 | トム・ボーネン                      | 自転車競技          | キム・クライシュテルス (5)     | テニス           | U-21サッカーベルギー代表         | サッカー           |
| 2004 | ステファン・エバーツ (4)            | モトクロス          | ジュスティーヌ・エナン (2)     | テニス           | 女子4×400メートルリレー (2)      | 陸上競技           |
| 2003 | ステファン・エバーツ (3)            | モトクロス          | ジュスティーヌ・エナン         | テニス           | モトクロスベルギー代表 (2)       | モトクロス         |
| 2002 | ステファン・エバーツ (2)            | モトクロス          | キム・クライシュテルス (4)     | テニス           | Royal Villette Charleroi         | 卓球               |
| 2001 | ステファン・エバーツ                | モトクロス          | キム・クライシュテルス (3)     | テニス           | フェドカップベルギー代表         | テニス             |
| 2000 | ジョエル・スメッツ                  | モトクロス          | キム・クライシュテルス (2)     | テニス           | RSCアンデルレヒト                | サッカー           |
| 1999 | ルック・ヴァン・リルデ              | トライアスロン      | キム・クライシュテルス         | テニス           | デビスカップベルギー代表         | テニス             |
| 1998 | フレッド・ドブルググレーブ (3)      | 水泳                | ドミニク・ファン・ルースト     | テニス           | モトクロスベルギー代表           | モトクロス         |
| 1997 | ルック・ヴァン・リルデ              | トライアスロン      | ジェラ・バンデカバイエ (2)     | 柔道             | ノリコ・マーサイク               | バレーボール       |
| 1996 | フレッド・ドブルググレーブ (2)      | 水泳                | ウラ・ウェルブルック           | 柔道             | –                                | –                  |
| 1995 | フレッド・ドブルググレーブ          | 水泳                | ブリヒット・ベキュエ (2)       | 水泳             | –                                | –                  |
| 1994 | ジャン＝ミッシェル・セイブ (2)      | 卓球                | ブリヒット・ベキュエ           | 水泳             | –                                | –                  |
| 1993 | ヴァンサン・ルソー (2)              | 陸上競技            | ジェラ・バンデカバイエ         | 柔道             | –                                | –                  |
| 1992 | ジョルジュ・ジョベ                  | モトクロス          | アネリス・ブレダール           | ボート           | –                                | –                  |
| 1991 | ジャン＝ミッシェル・セイブ          | 卓球                | サビーネ・アペルマンス (2)     | テニス           | –                                | –                  |
| 1990 | ルディー・ダーネンス                | 自転車競技          | サビーネ・アペルマンス         | テニス           | –                                | –                  |
| 1989 | ティエリー・ブーツェン              | モータースポーツ    | イングリッド・ベルグマンス (8) | 柔道             | –                                | –                  |
| 1988 | エリック・ヘブルス                  | モトクロス          | イングリッド・ベルグマンス (7) | 柔道             | –                                | –                  |
| 1987 | ジョルジュ・ジョベ                  | モトクロス          | イングリッド・ランペラー       | 水泳             | –                                | –                  |
| 1986 | ウィリアム・ファンダイク            | 陸上競技            | イングリッド・ベルグマンス (6) | 柔道             | –                                | –                  |
| 1985 | ガストン・ライエ ヴァンサン・ルソー | モトクロス 陸上競技 | イングリッド・ベルグマンス (5) | 柔道             | –                                | –                  |
| 1984 | クロード・クリケリオン              | 自転車競技          | イングリッド・ベルグマンス (4) | 柔道             | –                                | –                  |
| 1983 | エディ・アネイス                    | 陸上競技            | イングリッド・ベルグマンス (3) | 柔道             | –                                | –                  |
| 1982 | ジャッキー・イクス                  | モータースポーツ    | イングリッド・ベルグマンス (2) | 柔道             | –                                | –                  |
| 1981 | フレディ・マルテンス                | 自転車競技          | アニー・ランブレヒツ           | ローラースケート | –                                | –                  |
| 1980 | ロベルト・バンドワール (2)          | 柔道                | イングリッド・ベルグマンス     | 柔道             | –                                | –                  |
| 1979 | ロベルト・バンドワール              | 柔道                | カリーヌ・フェルバウエン (3)   | 水泳             | –                                | –                  |
| 1978 | レイモンド・クールマンス            | ビリヤード          | カリーヌ・フェルバウエン (2)   | 水泳             | –                                | –                  |
| 1977 | ミシェル・ポランティエール          | 自転車競技          | アンヌ＝マリー・ピラ (2)       | 陸上競技         | –                                | –                  |
| 1976 | イヴォ・ヴァンダム                  | 陸上競技            | アンヌ＝マリー・ピラ           | 陸上競技         | –                                | –                  |
| 1975 | ブルーノ・ブルッケン                | 陸上競技            | カリーヌ・フェルバウエン       | 陸上競技         | –                                | –                  |
| 1974 | エディ・メルクス (6)                | 自転車競技          | –                              | –                | –                                | –                  |
| 1973 | エディ・メルクス (5)                | 自転車競技          | –                              | –                | –                                | –                  |
| 1972 | エディ・メルクス (4)                | 自転車競技          | –                              | –                | –                                | –                  |
| 1971 | エディ・メルクス (3)                | 自転車競技          | –                              | –                | –                                | –                  |
| 1970 | エディ・メルクス (2)                | 自転車競技          | –                              | –                | –                                | –                  |
| 1969 | エディ・メルクス                    | 自転車競技          | –                              | –                | –                                | –                  |
| 1968 | セルヘ・レディング                  | 重量挙げ            | –                              | –                | –                                | –                  |
| 1967 | フェルディナント・ブラック          | 自転車競技          | –                              | –                | –                                | –                  |

| 年   | 有望な才能                         | 競技種目     | パラ競技                     | 競技種目   | コーチ                       | 競技種目           |
| ---- | ---------------------------------- | ------------ | ---------------------------- | ---------- | ---------------------------- | ------------------ |
| 2020 | チャールズ・デ・ケテラエル         | サッカー     | ヨアヒム・ジェラール (3)     | テニス     | フィリップ・メストダグ       | バスケットボール   |
| 2019 | ヤリ・フェルスハーレン             | サッカー     | ヨアヒム・ジェラール (2)     | テニス     | シェイン・マクロード         | フィールドホッケー |
| 2018 | レムコ・イヴェネプール             | 自転車競技   | ペテル・ヘニン (2)           | 陸上競技   | ロベルト・マルティネス       | サッカー           |
| 2017 | ロッタ・コペッキー                 | 自転車競技   | ペテル・ヘニン               | 陸上競技   | ロジャー・レスパニャール (2) | 陸上競技           |
| 2016 | ルイーズ・カルトン                 | 陸上競技     | ローレンス・デボス           | 卓球       | ロジャー・レスパニャール     | 陸上競技           |
| 2015 | ティシュ・ベノート                 | 自転車競技   | マリーケ・フェルフールト (2) | 陸上競技   | ヘイン・ファンハーゼブルック | サッカー           |
| 2014 | ディヴォック・オリジ               | サッカー     | ミシェル・ジョージ           | 馬術競技   | マルク・ヴィルモッツ (2)     | サッカー           |
| 2013 | ナフィサトウ・ティアム             | 陸上競技     | ヨアヒム・ジェラール         | テニス     | マルク・ヴィルモッツ         | サッカー           |
| 2012 | キマー・コッペヤンス               | テニス       | マリーケ・フェルフールト     | 陸上競技   | ジャック・ボルリー (2)       | 陸上競技           |
| 2011 | トーマス・ヴァン・デル・プラトセン | 陸上競技     | ウィム・デクレイル           | 自転車競技 | ジャック・ボルリー           | 陸上競技           |
| 2010 | ルカ・ブレセル                     | スヌーカー   | スヴェン・デカエステッカー   | 水泳       | –                            | –                  |
| 2009 | ロメル・ルカク                     | サッカー     | –                            | –          | –                            | –                  |
| 2008 | エリセ・マテイセン                 | 水泳         | –                            | –          | –                            | –                  |
| 2007 | ドミニク・コルニュ                 | 自転車競技   | –                            | –          | –                            | –                  |
| 2006 | ヨリ・グランジャン                 | 水泳         | –                            | –          | –                            | –                  |
| 2005 | ニールス・アルベルト               | シクロクロス | –                            | –          | –                            | –                  |
| 2004 | アージェ・ファンヴァレヘム         | 体操競技     | –                            | –          | –                            | –                  |
| 2003 | キルステン・フリプケンス           | テニス       | –                            | –          | –                            | –                  |
| 2002 | トーマス・ブッフェル               | サッカー     | –                            | –          | –                            | –                  |
| 2001 | ユルヘン・ファンデンブルック       | 自転車競技   | –                            | –          | –                            | –                  |
| 2000 | バルト・アーノウツ                 | シクロクロス | –                            | –          | –                            | –                  |
| 1999 | バルト・ウェレンス                 | シクロクロス | –                            | –          | –                            | –                  |
| 1998 | キム・クライシュテルス             | テニス       | –                            | –          | –                            | –                  |